# كوه بريدة شلال (شلال ودشتغل)
كوه بريدة شلال (بالفارسية: کوه بریده شلال) هي منطقة سكنية تقع في إيران في قسم شلال ودشتغل الريفي. يقدر عدد سكانها بـ 81 نسمة بحسب إحصاء 2016.